# Dudgeonea actenias
Dudgeonea actenias is een vlinder uit de familie van de Dudgeoneidae. De wetenschappelijke naam van de soort is voor het eerst geldig gepubliceerd in 1902 door Turner.